# Highland Cathedral
Highland Cathedral är ett musikstycke skrivet för skotsk säckpipa (the great highland bagpipe).
Musiken komponerades av den tyska musikerna Ulrich Roever och Michael Korb 1982 till "Highland games" i Tyskland. Den har föreslagits till Skottlands nationalsång som ersättning för de inofficiella sångerna Scotland the Brave och Flower of Scotland. Efterhand har den getts olika orkestreringar och fått text på både engelska och skotsk gaeliska.